# Fenimore Chatterton
Fenimore Chatterton, född 21 juli 1860 i Oswego County, New York, död 9 maj 1958 i Cheyenne, Wyoming, var en amerikansk politiker (republikan). Han var guvernör i delstaten Wyoming 1903–1905.
Chatterton gjorde en framgångsrik karriär inom affärslivet och valdes 1898 till delstatens statssekreterare i Wyoming. Guvernör DeForest Richards avled 1903 i ämbetet och Chatterton skötte guvernörsämbetet fram till år 1905. Därefter var han ännu delstatens statssekreterare i två år och arbetade efter den politiska karriären som advokat.
Anglikanen och frimuraren Chatterton avled 1958 och gravsattes på Lakeview Cemetery i Cheyenne.